# Фанипольский сельсовет
Фа́нипольский сельсовет (бел. Фаніпальскі сельсавет) — административная единица (сельсовет) на территории Дзержинского района Минской области Беларуси. Административный центр — деревня Вязань.

## Географическая характеристика
Сельсовет расположен в центральной и восточной части Дзержинского района. Административно граничит с Дзержинским сельсоветом за западе, с Демидовичским сельсоветом на севере, а также с Добринёвским и Станьковским — на юге. Восточнее проходит административная граница с Крупицким, Сеницким и Щёмыслицким сельсоветами соседнего Минского района. Общая площадь территории Фанипольского сельсовета составляет 9815,0 га. Внутри территории сельсовета расположен город Фаниполь, являющиеся в анклавом внутри сельсовета. Расстояние от административного центра сельсовета до райцентра составляет 11 км.
Географически территория Фанипольщины расположена в пределах Минской возвышенности. Территория в основном малолелистная и занята преимущественно пахотными сельскохозяйственными землями. На западе протекает река Уса, а основной рекой является Вязенская, протекающая с востока на запад. Средняя высота над уровнем моря составляет 200 м.
Основной автомобильной дорогой, проходящими по территории сельсовета является автомагистраль Р1 (Минск—Дзержинск), которая связывает восток и запад территории. Другими важными транспортными артериями являются местные автодороги Н8361 и Н8363, направлений Дворище—Фаниполь и Фаниполь—Победное соответственно. Через Фанипольский сельсовет также проходит железная дорога направления Минск—Барановичи.

## История
Территория Фанипольщины в период с 1566 по 1793 годы входила в состав Минского повета одноимённого воеводства Великого княжества Литовского. После второго раздела Речи Посполитой 20 декабря 1793 года эти земли перешли в состав Российской империи, а повет был упразднён. В 1795 году повет был восстановлен в виде Минского уезда, но в меньших размерах и был включен в состав Минского наместничества, а с 12 декабря 1796 года — в состав Минской губернии. В 1861 году территория Минского уезда была поделена на волости, территория современного Фаниполя с окрестностями оказались в составе Новосёлковской, Старосельской и Самохваловичской волостях (по состоянию на 1870 год). В 1878 году вместо Великосельской и Слободской была образована Рубежевичская, в 1898 году Крупицкая волость (позднее переименованная в Станьковскую) была отделена от Самохваловичской.
С 9 марта 1918 года в составе провозглашённой Белорусской Народной Республики, однако фактически селения находились под контролем германской военной администрации. С 1 января 1919 года в составе Советской Социалистической Республики Белоруссия, а с 27 февраля того же года в составе Литовско-Белорусской ССР, во время советско-польской войны, с июля 1919 года по июль 1920 года, селения Демидовиччины были оккупированы польскими войсками и административно подчинялись Минскому округу Гражданского управления восточных земель.
После событий Октябрьской революции, гражданской войны и образования СССР Минский уезд и губерния были упразднены. 17 июля 1924 года на территории нынешнего сельсовета был образован Гричинский сельсовет в составе Самохваловичского района Минского округа. 18 января 1931 года Гричинский сельсовет был упразднён, а его территория перешла под управление Мингорсовета. 23 марта 1932 года в составе Койдановского польского национального района Минского округа был создан Фанипольский польский национальный сельсовет. 29 июня 1932 года район был переименован в Дзержинский, а 14 мая 1936 года сельсовет утратил статус национального сельсовета. 31 июля 1937 года район был упразднен, а сельсовет был присоединен к Минскому району. 4 февраля 1939 года сельсовет был передан в состав в восстановленного Дзержинского района.
Во время немецко-фашистской оккупации, территория сельсовета была подчинена крайсгебиту Минск-ланд гауптгебита Минск (с 1 сентября 1941 года) генерального округа Белорутения рейхскомиссариата Остланд. От захватчиков территория была освобождена 6—7 июля 1944 года. По состоянию на 1 января 1947 года административный центр находился в деревне Подсосонье, затем перенесён в деревню Вязань.

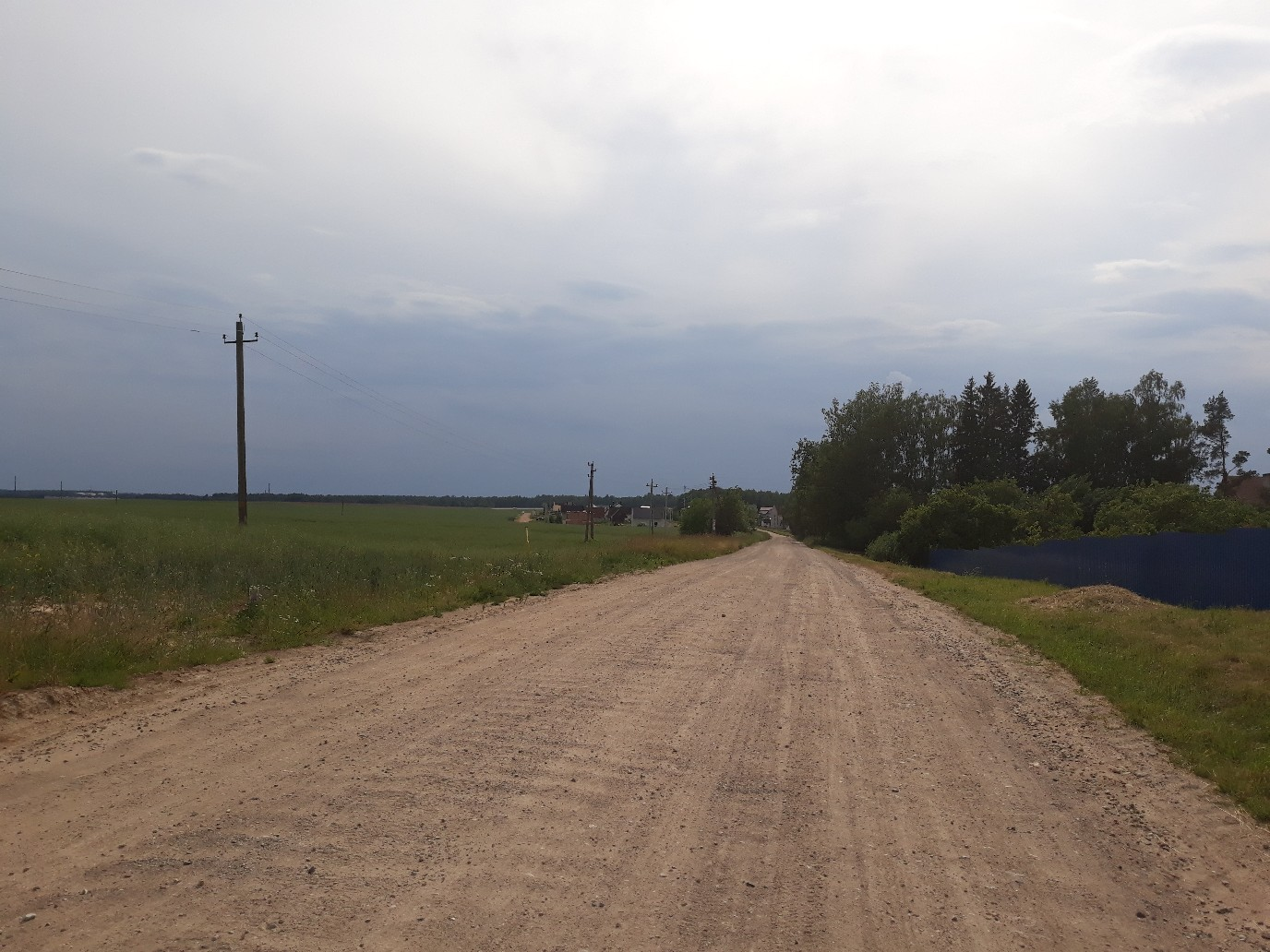
Пейзаж около д. Волковичи

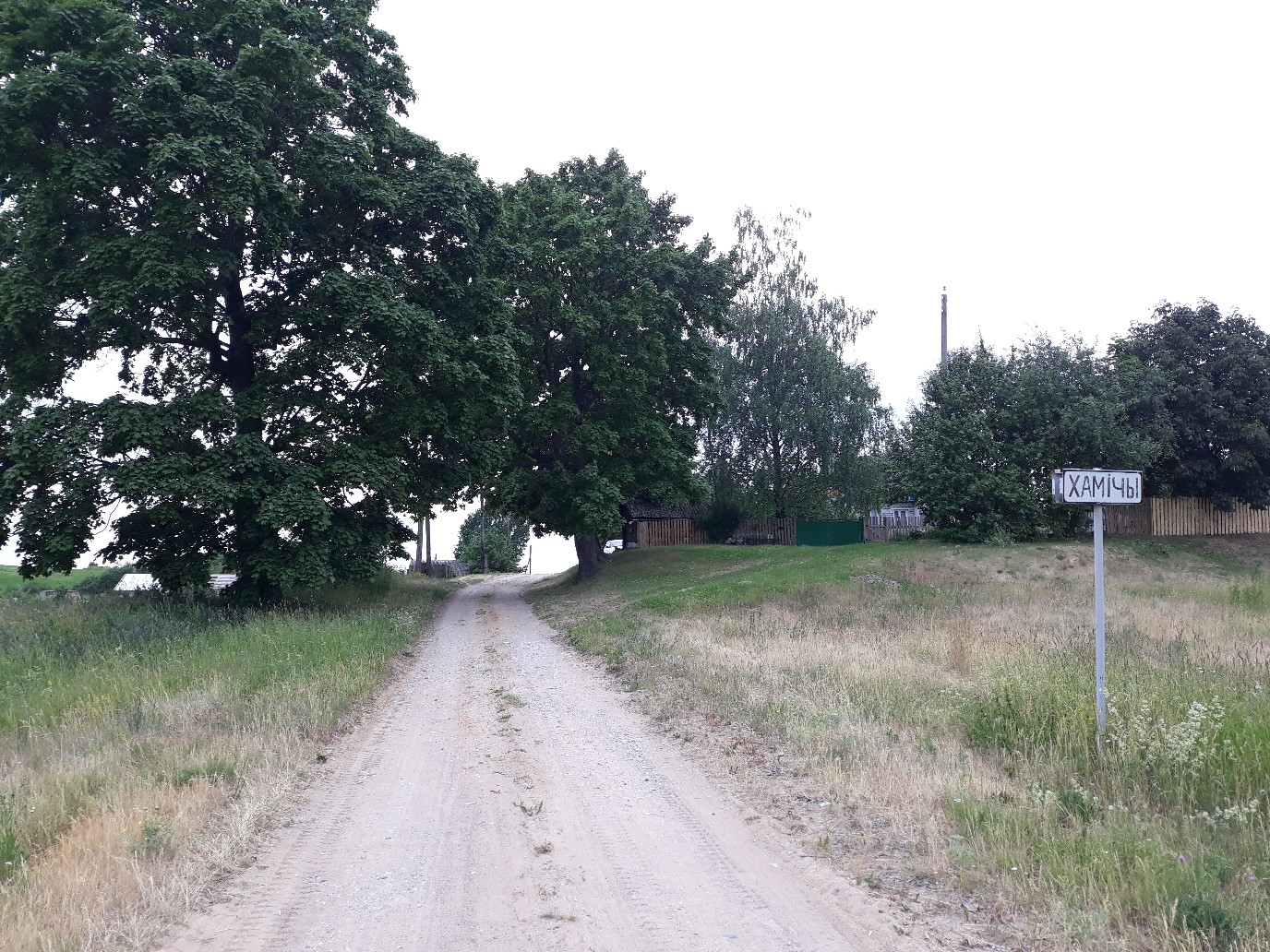
Пейзаж около д. Хомичи

## Состав сельсовета
| №   | Название      | (бел. )       | Статус      | Население (2022) |
| --- | ------------- | ------------- | ----------- | ---------------- |
| 1.  | Антосино      | Антосіна      | деревня     | ↗ 41             |
| 2.  | Бережа        | Бярэжа        | деревня     | ↘ 86             |
| 3.  | Василевщина   | Васілеўшчына  | деревня     | ↘ 37             |
| 4.  | Витовка       | Вітаўка       | деревня     | ↗ 9              |
| 5.  | Вицковщина    | Віцкаўшчына   | деревня     | ↘ 96             |
| 6.  | Волковичи     | Воўкавічы     | деревня     | ↗ 289            |
| 7.  | Вязанка       | Вязанка       | деревня     | ↘ 75             |
| 8.  | Вязань        | Вязань        | деревня     | ↘ 410            |
| 9.  | Гаёвка        | Гаёўка        | деревня     | ↗ 5              |
| 10. | Гричино       | Грычына       | агрогородок | ↗ 612            |
| 11. | Дуброва       | Дубрава       | деревня     | → 36             |
| 12. | Красная Горка | Красная Горка | деревня     | ↗ 63             |
| 13. | Лабоды        | Лабады        | деревня     | ↘ 19             |
| 14. | Ледники       | Леднікі       | деревня     | ↗ 32             |
| 15. | Лизаветин     | Лізавецін     | хутор       | ↗ 6              |
| 16. | Лисовщина     | Лісаўшчына    | деревня     | ↗ 49             |
| 17. | Мазуры        | Мазуры        | деревня     | → 11             |
| 18. | Мандрики      | Мандрыкі      | деревня     | ↗ 15             |
| 19. | Мощёное       | Машчонае      | деревня     | ↘ 79             |
| 20. | Новинка       | Навінка       | деревня     | ↗ 75             |
| 21. | Павелково     | Павялкова     | деревня     | ↘ 135            |
| 22. | Первомай      | Першамай      | деревня     | ↗ 43             |
| 23. | Подсосонье    | Падсасонне    | деревня     | ↗ 70             |
| 24. | Слободка      | Слабодка      | деревня     | ↗ 172            |
| 25. | Стецковщина   | Стэцкаўшчына  | деревня     | ↗ 16             |
| 26. | Тявлово       | Цяўлава       | деревня     | → 1              |
| 27. | Уса           | Уса           | деревня     | ↘ 30             |
| 28. | Холма         | Холма         | деревня     | ↗ 470            |
| 29. | Хомичи        | Хамічы        | деревня     | ↗ 8              |
| 30. | Черкассы      | Чаркасы       | агрогородок | ↘ 733            |
| 31. | Черниковщина  | Чэрнікаўшчына | агрогородок | ↗ 383            |
| 32. | Чечино        | Чэчына        | деревня     | ↗ 254            |
| 33. | Шпильки       | Шпількі       | деревня     | ↗ 87             |

 административный центр сельсовета

## Население
| Национальный состав населения (на 2009 год) | Национальный состав населения (на 2009 год) | Национальный состав населения (на 2009 год) | Национальный состав населения (на 2009 год) | Национальный состав населения (на 2009 год) |
| Национальность (чел.)                       |                                             |                                             | %                                           |                                             |
| ------------------------------------------- | ------------------------------------------- | ------------------------------------------- | ------------------------------------------- | ------------------------------------------- |
| белорусы — 2 957 чел.                       |                                             |                                             | 87.36 %                                     |                                             |
| русские — 248 чел.                          |                                             |                                             | 7.33 %                                      |                                             |
| украинцы — 58 чел.                          |                                             |                                             | 1.71 %                                      |                                             |
| поляки — 49 чел.                            |                                             |                                             | 1.45 %                                      |                                             |
| другие — 73 чел.                            |                                             |                                             | 2.16 %                                      |                                             |
| всего — 3 385 чел.                          |                                             |                                             | 100.0 %                                     |                                             |

Численность населения Фанипольского сельсовета на 1 января 2020 года составила 4 447 человек, что на 129 жителей больше, чем в 2020 году (то есть +2,99 %). По количественному составу населения сельсовет занимает второе место после Негорельского, а также составляет 6,3 % от численности населения всего района.
| Численность населения (по годам) | Численность населения (по годам) | Численность населения (по годам) | Численность населения (по годам) | Численность населения (по годам) | Численность населения (по годам) |
| 1999                             | 2009                             | 2017                             | 2018                             | 2020                             | 2022                             |
| -------------------------------- | -------------------------------- | -------------------------------- | -------------------------------- | -------------------------------- | -------------------------------- |
| 2775                             | ↗3385                            | ↗3991                            | ↗4139                            | ↗4318                            | ↗4447                            |

## Экономика
На территории сельсовета расположены следующие сельскохозяйственные предприятия:
- ОАО «Октябрьская революция», филиал «Фалько-Агро»[8];
- ОАО «Агрокомбинат «Дзержинский»;
- КФХ «ДАК» (фермерский парк развлечений «Кукуполис»)[9];

Промышленным предприятием на территории сельсовета является филиал «Мостостроительное управление № 2» ОАО «Мостострой».